# Ocnogyna zoraida
Ocnogyna zoraida ist ein Schmetterling (Nachtfalter) aus der Unterfamilie der Bärenspinner (Arctiinae).

## Merkmale

### Falter
Die Falter besitzen eine Flügelspannweite von 25 bis 36 Millimetern bei den Männchen. Ihre Vorderflügeloberseite hat eine cremeweiße, hellrosa oder bräunlich rosa Grundfarbe, von der sich große schwarze Flecken abheben, die vom Vorderrand bis zur Medianader reichen. Zuweilen sind die Flecke zu Binden verlaufen oder einzeln über die Flügeloberfläche verstreut. Die Hinterflügeloberseite ist ebenfalls cremeweiß bis hellrosa oder bräunlich rosa gefärbt und mit kleinen schwarzen Flecken versehen. Die Unterseiten sämtlicher Flügel bilden die Farben und Muster der Oberseiten in abgeschwächter Intensität ab. Zwischen den beiden Geschlechtern besteht ein starker Sexualdimorphismus. Die Flügel der Weibchen sind stark reduziert, der Körper ist länger und schwerer als beim Männchen. Sie sind dadurch nur eingeschränkt flugfähig. Ihre Flügelspannweite erreicht eine Länge von 15 bis 26 Millimetern. Thorax und Abdomen sind stark wollig rötlich braun behaart. Die Fühler der Männchen sind beidseitig bewimpert, diejenigen der Weibchen fadenförmig und leicht kammzähnig.

### Raupe
Die Raupen sind behaart und auf jedem Segment mit schwarzbraunen Warzen versehen. Junge Tiere haben eine lichte rotbraune Behaarung. Bei ausgewachsenen Raupen ist die Behaarung dicht und schwärzlich. Meist hebt sich eine helle Rückenlinie ab.

## Verbreitung, Unterarten und Vorkommen
Die Art ist auf der Iberischen Halbinsel sowie in Südfrankreich lokal verbreitet. Sie besiedelt bevorzugt Magerrasenlandschaften, Berghänge und felsiges Gelände bis in höhere Gebirgslagen. Die Unterart Ocnogyna zoraida hemigena kommt in den Pyrenäen vor.

## Lebensweise
Die Falter leben je nach Höhenlage von April bis Anfang August. Die Männchen erscheinen nachts an künstlichen Lichtquellen. Nach der Begattung legen die Weibchen die gelblich gefärbten Eier in einem großen, lockeren Gelege ab. Die Raupen entwickeln sich von Mai bis September. Sie verstecken sich tagsüber unter Steinen und Blättern, sind nachtaktiv und ernähren sich polyphag. Hauptnahrungspflanzen sind die Blätter von Wegerich- (Plantago), Schafgarben- (Achillea), Löwenzahn- (Taraxacum), Ampfer- (Rumex), Brennnessel- (Urtica), Salbei- (Salvia), Tragant- (Astragalus), Labkraut- (Galium) und Stechginster-Arten (Ulex). Die Verpuppung erfolgt in einem Kokon am Boden zwischen Wurzeln und Steinen. Die Art überwintert als Puppe.